# Agalenocosa bryantae
Agalenocosa bryantae är en spindelart som först beskrevs av Roewer 1951.  Agalenocosa bryantae ingår i släktet Agalenocosa och familjen vargspindlar. Inga underarter finns listade i Catalogue of Life.